# Thomas Börner (Genetiker)
Thomas Börner (* 11. Juli 1946 in Leipzig) ist ein deutscher Pflanzengenetiker mit dem Schwerpunkt Genome der Chloroplasten und Mitochondrien. Seit den 1980er Jahren beschäftigt er sich außerdem mit Cyanobakterien.

## Leben
Nach dem Studium der Biologie an der Martin-Luther-Universität in Halle (Saale) von 1965 bis 1969, promovierte er 1974 an derselben bei Rudolf Hagemann über die Auswirkungen von Mutationen der DNA von Chloroplasten bei Pelargonien. Seine Habilitation 1979, ebenfalls an der Martin-Luther-Universität, handelte über Chloroplastenbiogenese von Pelargonium zonale und Gerste. 1982 wechselte an die Humboldt-Universität zu Berlin als ordentlicher Dozent für Genetik an der Sektion Biologie, wurde daselbst 1984 ordentlicher Professor für Genetik und bekleidete von 1993 bis 2012 eine C4-Professur für Genetik. Seit 2012 ist er Professor Emeritus.
Von 1991 bis 1996 war Thomas Börner Vizepräsident der Gesellschaft für Genetik. Ebenfalls war er Sprecher des Sonderforschungsbereichs 429 („Molekulare Physiologie, Energetik und Regulation primärer pflanzlicher Stoffwechselprozesse“, 1999–2010) der Deutschen Forschungsgemeinschaft (DFG).
Thomas Börner trug maßgeblich zur Entdeckung und Charakterisierung von Phytochromen bei Bakterien sowie der nichtribosomalen Peptidsynthese in Cyanobakterien bei.

## Auszeichnungen und Mitgliedschaften
- 1980: Carl-Correns-Medaille der Biologischen Gesellschaft der DDR
- 1988: Goethe-Preis der Stadt Berlin
- 1999: Mitglied der Berlin-Brandenburgischen Akademie der Wissenschaften
- 2004: Mitglied der Deutschen Akademie der Naturforscher Leopoldina
- 2010: Miescher-Ishida-Preis der International Society of Endocytobiology

### Online
- Curriculum Vitae Prof. Dr. Thomas Börner. (PDF) In: Deutsche Akademie der Naturforscher Leopoldina. Abgerufen am 19. September 2016.